# محمد سليم (لاعب كرة قدم)
محمد سليم (1904 بكلكتا في الهند - 5 نوفمبر 1980 بكلكتا في الهند) هو لاعب كرة قدم هندي (وحمل سابقاً جنسية الراج البريطاني) في مركز جناح ‏. شارك مع منتخب الهند لكرة القدم. أما مع النوادي، فقد لعب مع نادي إيست بنغال ونادي سلتيك ونادي محمدان وAryan FC ‏.